# Ingå kyrkby
Ingå kyrkby (lokalt uttal tjörrkby:n; finska: Inkoon kirkonkylä, ), en tätort i Ingå, Finland, är kommunens administrativa centrum. År 2008 hade kyrkbyn ungefär 2 700 invånare, likaså i början av år 2020.
Ingå kyrkby ligger vid stamväg 51. Från kyrkbyn är det 19 kilometer till Raseborg, 28 kilometer till Kyrkslätt och 57 kilometer till Helsingfors. Invid kyrkan rinner Ingå å ut i Kyrkfjärden och Finska viken.

## Historia
Ingå kyrkby har uppstått i skärningen mellan två kommunikationsleder, Stora Strandvägen (Kungsvägen) och Ingå å, vid vars mynning en mindre fästning med namnet Kaggeborg (äv. Knaggeborg) tillkom under medeltiden för att skydda infarten till den bördiga ådalen. Ingå kyrka i sin nuvarande skepnad härstammar från omkring 1500. På Ingå Strand, som kyrkbyn ofta kallades under gångna sekler, uppstod flera krogar; år 1624 var de så många som sju, vilket gjorde platsen orolig. I äldre tider, före näringsfrihetens införande på 1800-talet, hölls marknader i kyrkbyn den 21 september (privilegium för borgarna i Helsingfors 1594) och den 21 juli, då främst Ekenäsborgarna stod för kommersen. År 1898 började torgdagar hållas regelbundet i kyrkbyn, den första tiden varannan lördag och från 1902 varje.

Inom det nuvarande tätortsområdet låg på 1700-talet endast några få hemman. Ångbåtarna som under senare delen av 1800-talet började trafikera de nyländska vattnen lade till vid Haga brygga, uppkallad efter det enstaka hemman på vilken en stor del av kyrkbyn är byggd. Den fick sin första lanthandel 1863, sparbank 1866 och skola 1870. På Prästgårdsberget finns lämningar av en befästningslinje som löper från Ingå upp till Lojotrakten som ryssarna lät bygga under första världskriget och som ingår i den så kallade Peter den stores sjöfästning. Då vallarbetena sommaren 1917 upphörde höll oroligheter på att uppstå bland den flera hundra man starka arbetsstyrkan, till en del fångar från Rysslands asiatiska lydländer. Kommunen hanterade situationen genom att ordna med bespisning.

Ingå småbåtshamn med kyrkan i bakgrunden 1960

I början av 1900-talet omgavs kyrkan, kyrkogården och prästgården fortfarande av vidsträckta åkermarker, medan den övriga bebyggelsen var koncentrerad kring ån. Först mot slutet av 1960-talet blev bosättningen småningom tätare, sedan man börjat bygga lamellhus i två eller tre våningar jämte radhus och andra flerfamiljshus.[källa behövs] Efter att stamväg 51 år 1969 dragits fram till Ingå inleddes en viss inflyttning av folk främst från huvudstadsregionen.

## Ingå kyrkby idag
Den medeltida gråstenskyrkan och kyrkogården samt den öppna gräsplanen intill ”huvudgatan” Ola Westmans allé utgör alltjämt det centrala i Ingå kyrkbys kulturlandskap. Bron över Ingå å och de närliggande kvarteren är vid sidan av kyrkan viktiga identifikationsfaktorer för Ingå kommun. Ån omges av frodig vegetation och rinner genom odlingsfälten i nordväst ned till Ingå småbåtshamn. Orten hyser små affärer, restauranger, kaféer och service i form av bränslestation, båtservice och –verkstäder, apotek, hälsovårdscentral, livsmedelsbutiker och presentbodar.
Hamnområdet avgränsas mot norr av kommungården och affärscentret Strand, invigt 2007, med kläd- och inredningsbutiker, gym, Alko, kafé, frisersalong, restaurang med mera. Mellan Strand och åmynningen ligger torget där kommersen är livlig bland annat under den sedan 1967 årligen återkommande Ingådagen i juli och Potatisens dag i september.
Småbåtshamnen vid Kyrkfjärden drivs av bolaget Ingå båthamnar. Hamnen har byggts ut i etapper sedan 1970-talet och har i dagens läge cirka 660 båtplatser, men det finns planer på att utvidga till omkring 855 platser. Ingå gästhamn har i augusti 2023 31 båtplatser längs flytbryggor och utmed åkajen. Djupet i farleden in till hamnen är 2,4 meter.

## Bilder

Ingå å vid sekelskiftet mellan 1800 och 1900-talet
Bybor i farten i Ingå vid sekelskiftet.
Ingå kyrka på 1930-talet
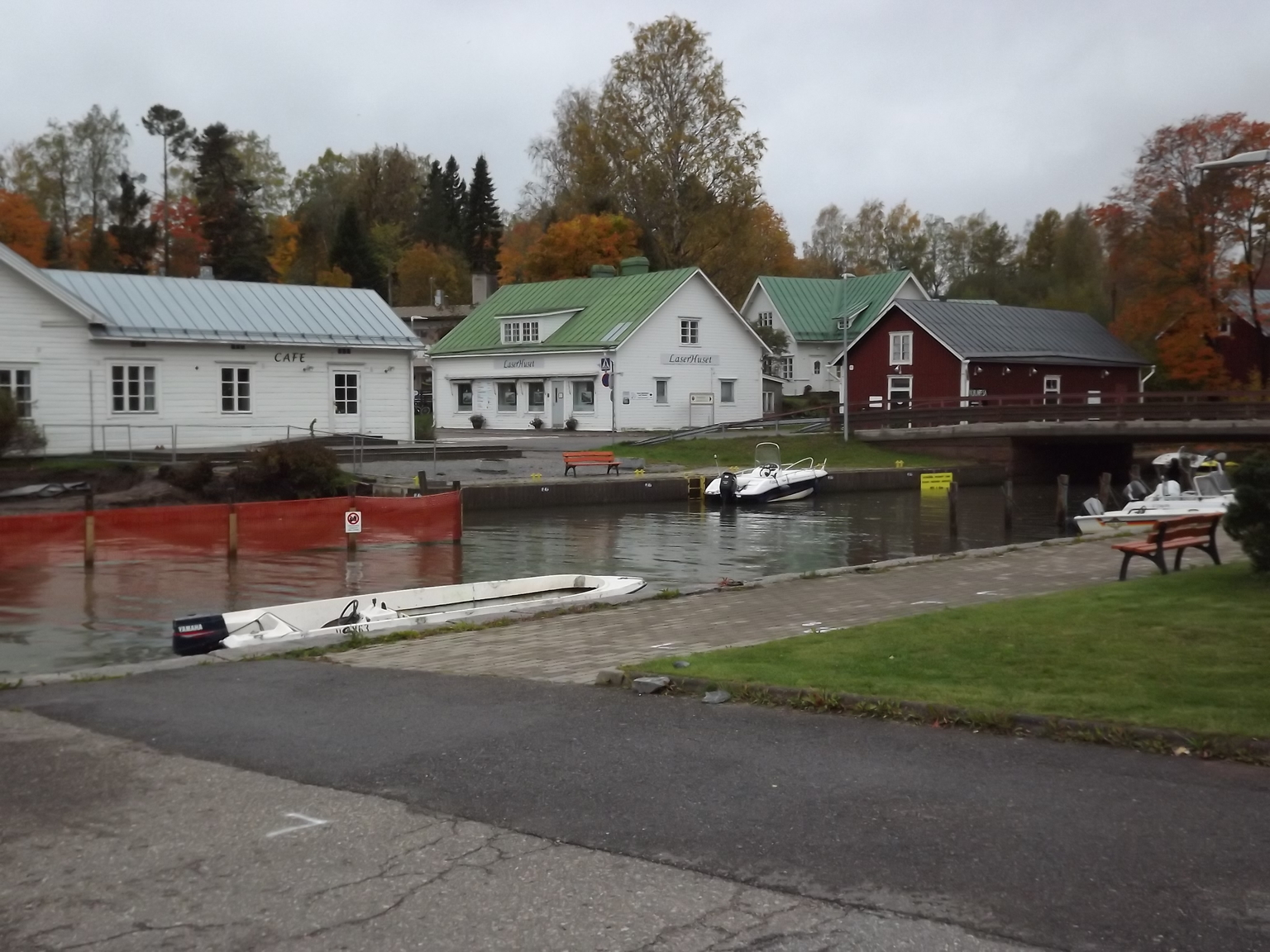
Hus vid Ingå ås mynning 2018.
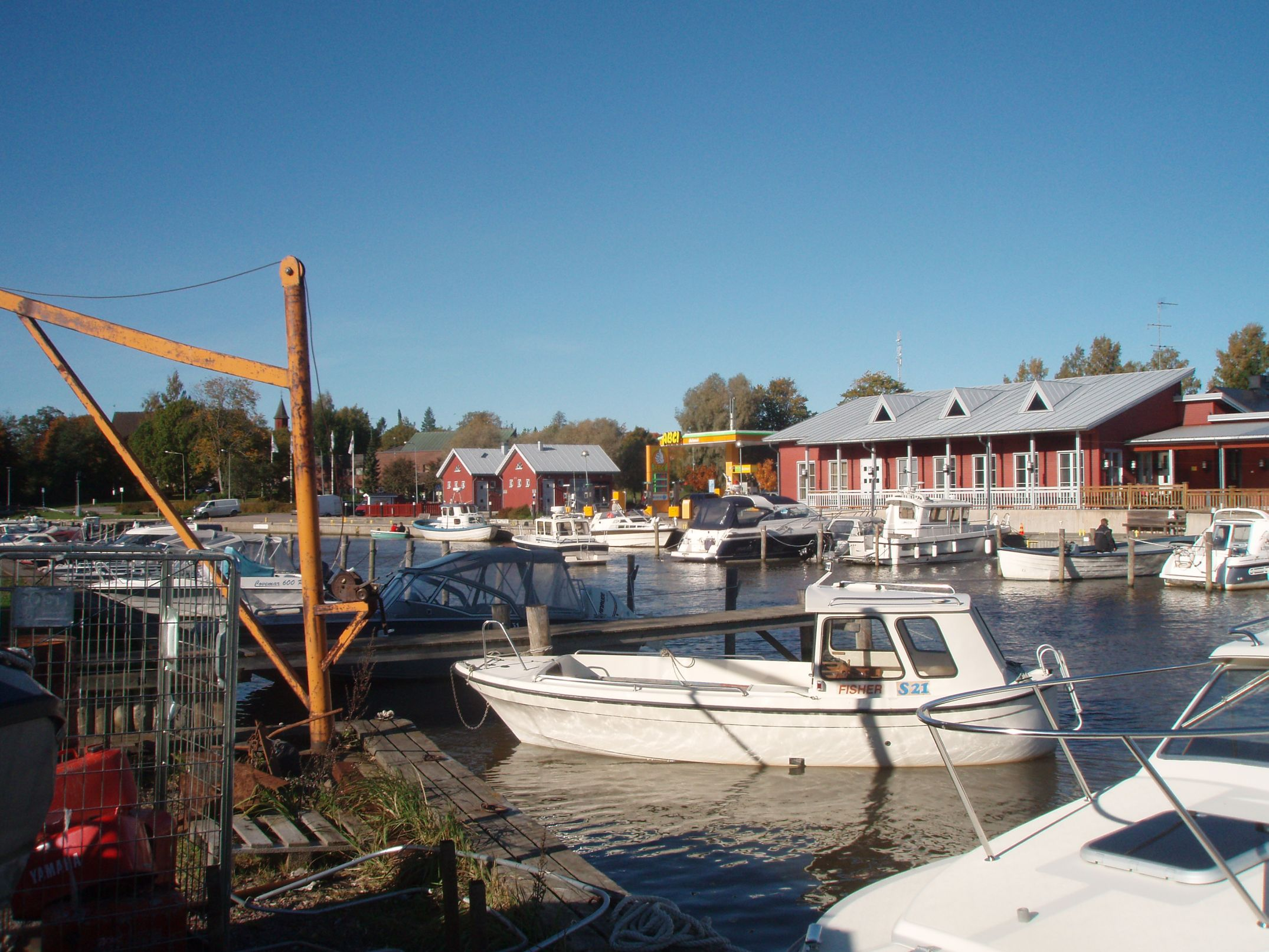
Ingå småbåthamn år 2011.
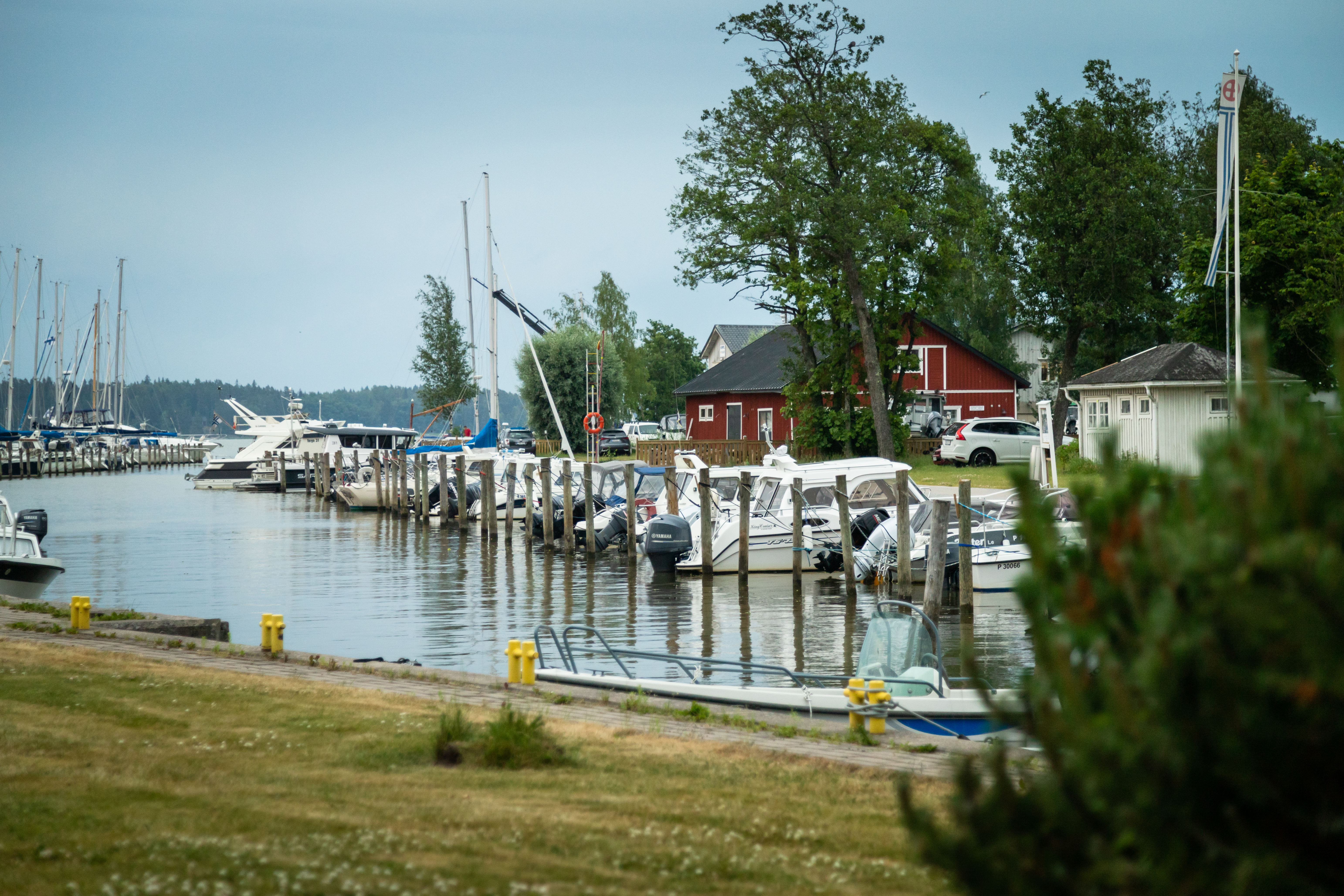
Småbåtshamnen 2021
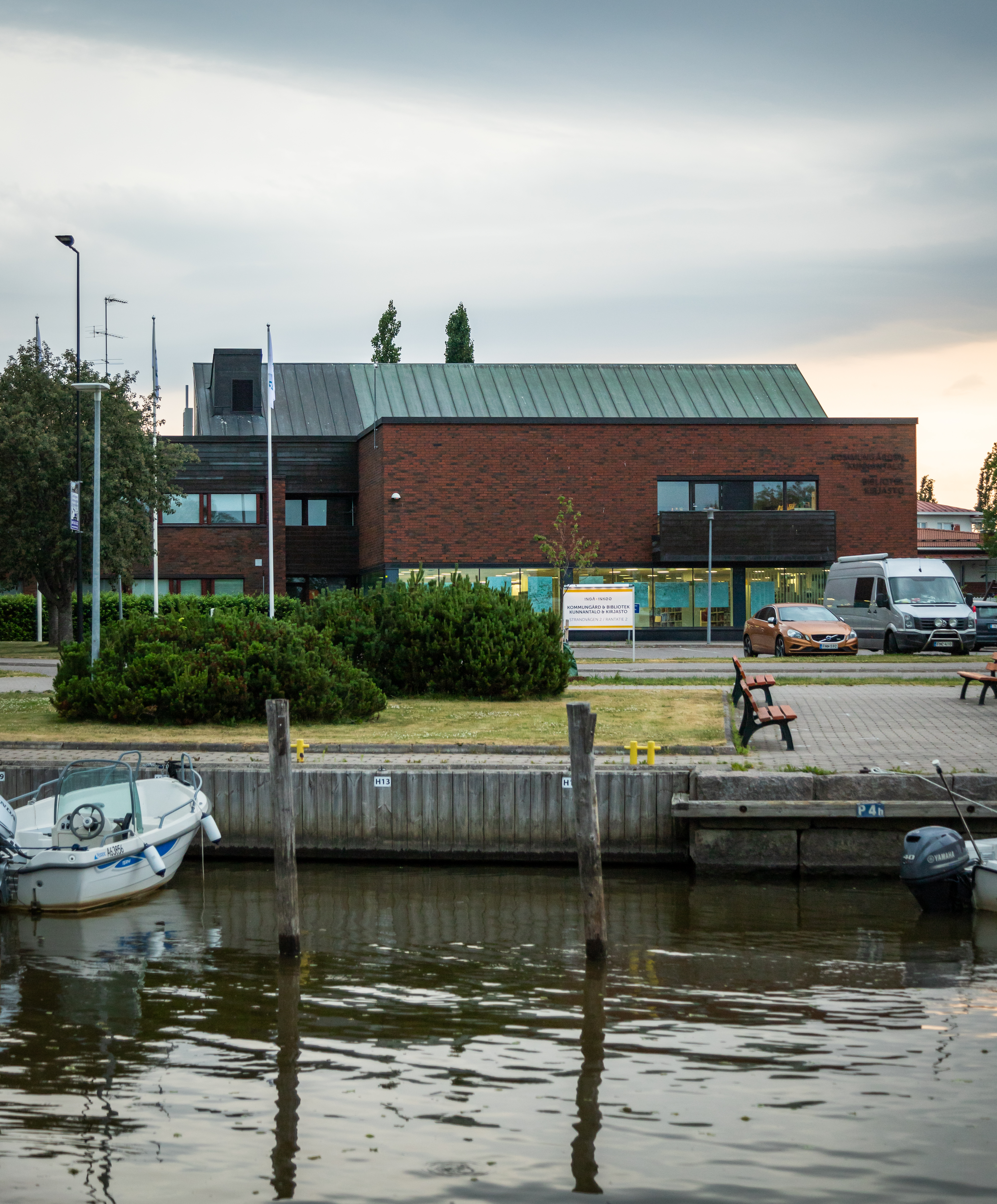
Ingå kommungård och bibliotek vid åmynningen år 2021.
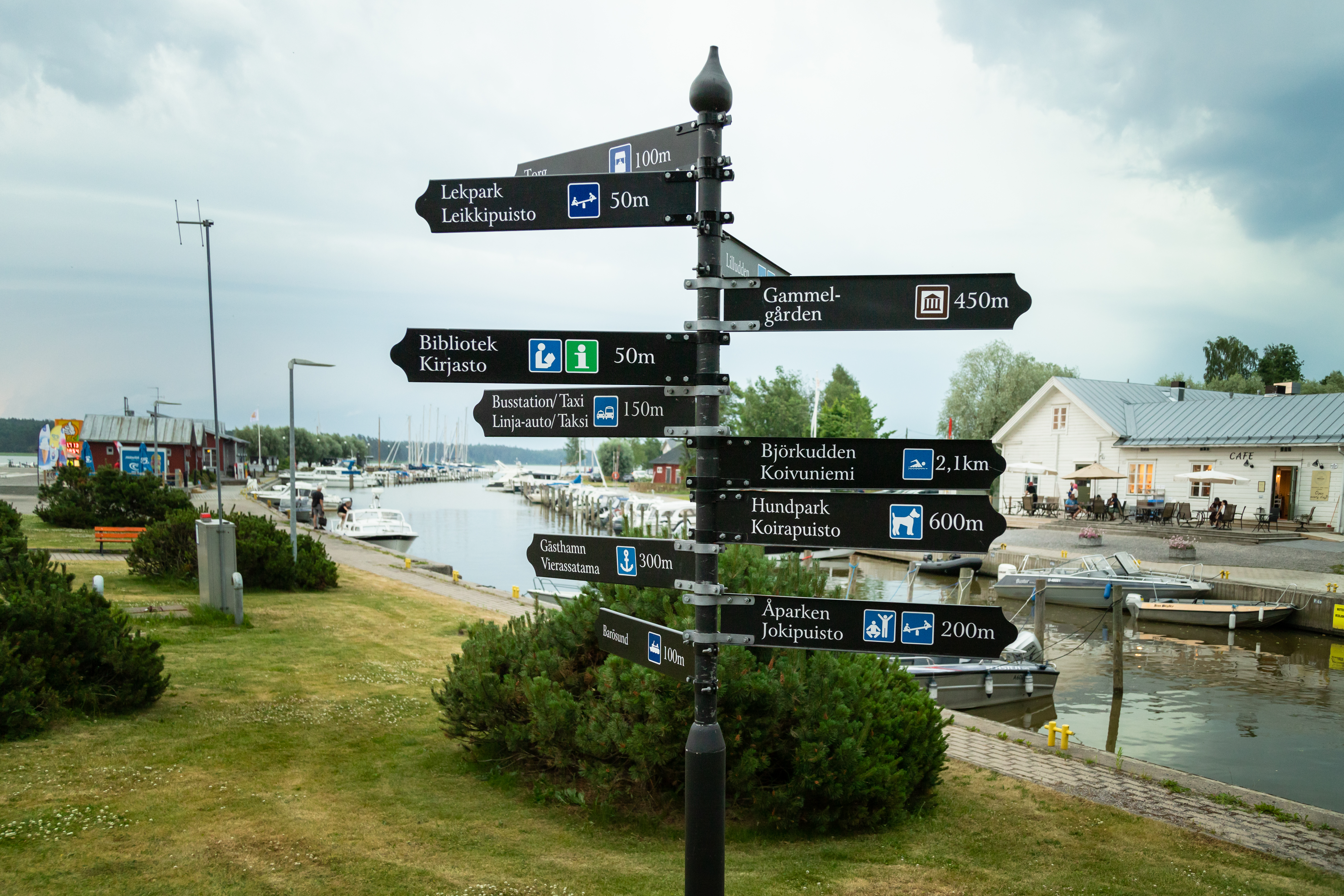
Skyltar vid småbåtshamnen.
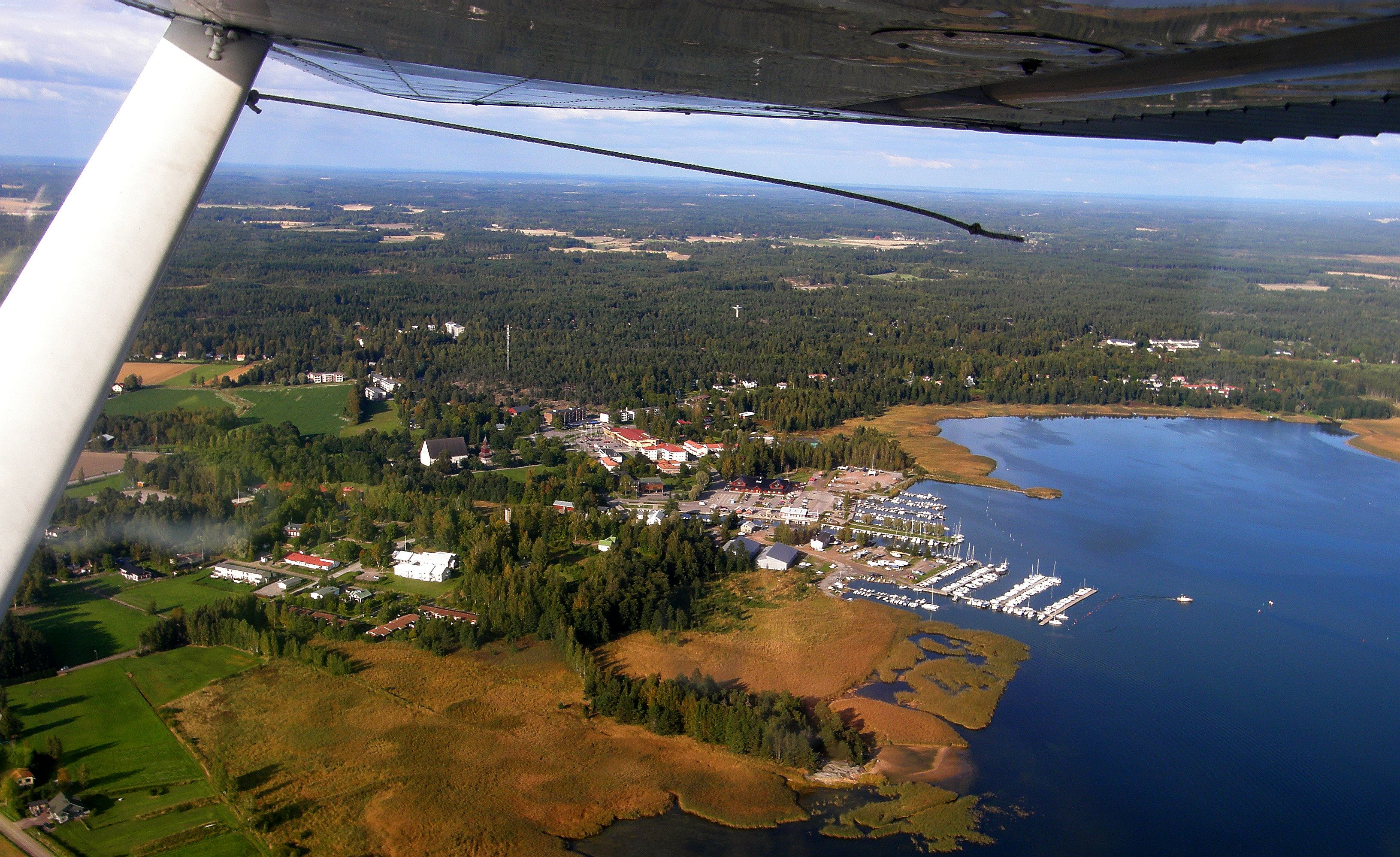
Flygbild år 2010